# Dealu Cucului
Dealu Cucului – wieś w Rumunii, w okręgu Vrancea, w gminie Poiana Cristei. W 2011 roku liczyła 305
mieszkańców